# Melanotus haematites
Melanotus haematites är en svampart som först beskrevs av Berk. & M.A. Curtis, och fick sitt nu gällande namn av Rolf Singer 1946. Melanotus haematites ingår i släktet Melanotus och familjen Strophariaceae.   Inga underarter finns listade i Catalogue of Life.